# Blumer, John & Co
Blumer, John & Co var ett brittiskt varv grundat 1859 av John Blumer. Företaget tillverkade träskepp, skonare med mera i North Sands. År 1864 startade man tillverkning av stålångare. De byggde olika typer av skepp. Deras kunder varierade mellan P&O och Amiralitetet. År 1914 flyttade man tillverkningen till Norra dockan i Sunderland, där man under första världskriget tillverkade 14 skepp till Royal Navy. På grund av minskad orderingång slog man igen i juli 1922.
Ett av varvets byggen återfinns på botten utanför Norrköping. Vid Arköbådarna ligger S/S Gustaf Wasa vilande på 25 meters djup.